# جامعة محمد لمين دباغين
تعد جامعة محمد لمين دباغين  بسطيف أحد الأقطاب العلمية الهامة التي تزخر بها الجزائر. تضم الجامعة ثلاث كليات، موزعة في حي الهضاب.

## التسمية
سميت جامعة الهضاب ب«محمد لمين دباغين» للإشارة للمجاهد محمد الأمين دباغين، والذي ولد بتاريخ 24 يناير 1917، في حسين داي بالجزائر العاصمة، يعتبر من مؤسسي الدبلوماسية الجزائرية، قبل وخلال الثورة، درس الطب وتخرّج كطبيب، كان من بين أعضاء، حزب الشعب البارزين، مثّل النخبة المثقفة في الحزب.
كان ضمن اللجنة المديرة لحزب الشعب، ترأس كتلة البرلمانيين، منتخبي حركة انتصار الحريات الديمقراطية، سنة 1956، عين ضمن الوفد الخارجي، لجبهة التحرير الوطني، وصار عضوا في المجلس الوطني للثورة الجزائرية، في شهر أغسطس عام 1956، ثم عضو لجنة التنسيق والتنفيذ، وعند تشكيل الحكومة المؤقتة للجمهورية الجزائرية، عيّن وزيرا للشؤون الخارجية، في التشكيلة الأولى، توفي في 22 يناير 2003، وقد وافقت مديرية المجاهدين، على إعطاء جامعة سطيف، شرف حملها لاسم «المجاهد محمد لمين دباغين».

## كليات الجامعة
1. كلية الآداب واللغات.
2. كلية العلوم الاجتماعية والإنسانية.
3. كلية الحقوق والعلوم السياسية.

## الأساتذة

### كلية الآداب واللغات
- د.عبد الغاني بارة
- د.اليامين بن تومي
- د.سعاد ترشاق
- د.مبروك دريد

## وصلات خارجية
- الموقع الرسمي